# Кодайра
Кода́йра (яп. 小平市 Кодайра-си) — город в Японии, расположенный на острове Хонсю в префектуре Токио, восточнее Татикавы. Основан в 1962 году. В Кодайре находится Университет искусств Мусасино.
Площадь города составляет 20,46 км², население — 198 977 человек (1 октября 2020), плотность населения — 9725,17 чел./км².

## Краткие сведения
Кодайра расположен в центральной части префектуры. Город основан в 1962 году в результате присвоения посёлку Кодайре статуса города. Расположен на плато Мусасино. В северо-западной части города протекает канал Нобидоме, а в южной — канал Тама. Через Кодайру проходят четыре железнодорожные линии Сэйбу и железная дорога сети JR. С запада на восток город пересекают две автострады Оме-Ицукаити и Коганеи-Футю.
Первым поселением на территории Кодайры было село Огава, который в 1655 — 1658 годах основал самурай Огава Куробей. После этого, в 1716 — 1736 годах возникли соседние села Онума, Нонака, Судзуки, Мегурита и другие. В 1889 году они объединились в село Кодайра. После Великого землетрясения Канто 1923 года началось стремительное заселение района Кодайры за счет беженцев из столицы Токио. В 1944 году село получило статус посёлка, а в 1962 превратилось в город.
Основой экономики Кодайры было сельское хозяйство, выращивание груш и японского нарда. После Второй мировой войны город превратился в промышленный центр. В нем работают заводы компаний Хитати и Бриджстоун. В центре города находятся представительства коммерческих предприятий.
В Кодайре расположены отдельная школа Университета Хитоцубаси, Университет Цуда, Университет искусств Мусасино, Музей скульптур Хиракуси Дент, Токийский больничный ботанический сад.